# Белгородский троллейбус
Белгородский троллейбус — закрытая троллейбусная система города Белгород, функционировавшая с 3 декабря 1967 года по 1 июля 2022 года. В последние годы фактически насчитывала 3 стабильно работающих маршрутов из ранее имевшихся 21. Ежедневный объём перевозки пассажиров — около 70 тысячи человек. Обслуживалась троллейбусным депо ООО «Белгородский электрический социальный транспорт». До 2018 года троллейбусная система охватывала не только Белгород — областной центр, но и посёлок Майский в Белгородском районе Белгородской области.

## История

Белгородский троллейбус. Схема путевого развития (август 2020)

Эксплуатация первых трёх машин Белгородского троллейбуса началась 3 декабря 1967 года. Маршрут № 1 проходил от троллейбусного депо до железнодорожного вокзала. Троллейбус с номером 01 купили на средства от сданного металлолома, собранного учениками школы № 17 города Белгорода. Водителей пригласили из Харькова. Длина контактной сети составляла 15 километров, поездка стоила 4 копейки. Через пару месяцев в Белгород прибыли ещё 12 троллейбусов ЗИУ-5, а за руль сели первые белгородские водители.
В 1968 году с пяти утра до часа ночи ездили 50 троллейбусов, также был дежурный троллейбус.
Ближе к 1980 году парк стал обновляться машинами семейства ЗиУ-9. Именно они возили белгородцев в новые кварталы города, которые проектировались с обязательным условием появления здесь нового маршрута.
В 80-е в областном центре был 21 троллейбусный маршрут, на который выходили больше 150 машин. В работе троллейбуса участвовало тысяча человек.
В 1985 году было принято решение о строительстве новой троллейбусной линии в посёлок Майский (районный центр Белгородского района Белгородской области).
Организовать троллейбусное сообщение в научный городок молодых учёных Белгородского Сельскохозяйственного института было решено не только из экономических соображений, но и из-за экологической составляющей данного вопроса, тем более что большая часть маршрута пролегала по уже готовой и качественной трассе М-2 «Крым» и к тому же охватывала на своём протяжении несколько сёл Белгородского района, что позволило в полной мере решить проблему транспортного сообщения населённых пунктов с областным центром на самом высоком и качественном уровне, того времени.
С момента своего запуска пригородный маршрут № 15 «Стадион — Южный микрорайон — посёлок Майский», стал не только самым длинным маршрутом в городе, но и вторым по длине троллейбусным маршрутом пригородного сообщения в СССР, после линий Ялта-Алушта-Симферополь, проходя через сёла Красное, Болховец, Репное и Грязное, его полная протяжённость составила 34,5 километра.
С момента запуска линию обслуживали 4 машины с интервалом движения 15—25 минут, ежедневно. В середине 1990-х годов на линии стали работать уже 3 троллейбуса, однако движение по-прежнему оставалось интенсивным и востребованным, особенно в летние месяцы и с началом строительства новых районов ИЖС на Болховце и в Красном. Однако с ростом числа личного автотранспорта, ухудшением финансовой и кадровой ситуации в Белгородском троллейбусном управлении, а также ввиду активного появления конкурентов, троллейбус постепенно утратил свою популярность и востребованность на данном маршруте. До 2002 года линию обслуживали 3—4 троллейбуса с интервалом 25—30 минут от остановки Завод «Энергомаш» до Сельскохозяйственной академии в посёлок Майский, начиная с 2002 года количество машин начало сокращаться до 2—3 в день, до 1 машины по расписанию 5 раз в сутки начиная с 2006 года.
В 2011 году система Белгородского троллейбуса перевезла около 68 миллионов пассажиров.
В 2011 году при поддержке бывшего директора МУП В. А. Рудого по многочисленным просьбам жителей города и Белгородского района была предпринята попытка реанимировать движение троллейбусов по пригородному маршруту и увеличено количество машин на линии до 3 в первую смену и 2 во вторую, но с уходом Рудого выход троллейбусов на линию 15 маршрута снова был сокращён до 1 машины. С июля 2012 года по октябрь 2013 год на пригородный маршрут № 15 троллейбусный подвижной состав не выходил. Таким образом, восьмикилометровый участок: Белгород (ул. Ворошилова) — Майский (ул. Садовая) более года был без троллейбуса. Вместо троллейбуса на маршрут выходили автобусы. С 10 октября 2013 года по 15 июля 2014 года по будням работали троллейбусы. А с 22 июля 2014 г. данный маршрут был переформирован в № 151, по которому работают автобусы. С января 2017 года автобусы прекратили движение по данному маршруту.
В январе 2016 года в Белгороде проходил тестирование троллейбус на автономном ходу, однако от закупки отказались.
В 2016 году были убраны пять троллейбусных маршрутов, а один сокращен до двух машин в будни и одной в выходные. 31 декабря 2016 года впервые за всю историю ни один троллейбус не вышел на линию.
В апреле 2018 года начался демонтаж всей линии до Спутника. На сентябрь 2018 года — контактная сеть от Спутника до Майского полностью демонтирована, что свидетельствует о полном фактическом закрытии маршрута № 15.

Карта маршрутов Белгородского троллейбуса с 12.2020 до 07.2021

8 мая 2019 года компания-перевозчик МУП «ГПТ», занимавшаяся обслуживанием троллейбусов и перевозками пассажиров, в связи с многомиллионными долгами была признана банкротом. Теперь данной деятельностью в Белгороде занимаются две новые компании — ООО «Единая транспортная компания» и ООО «БЭСТ».
10 июля 2021 года закрываются все старые маршруты 1, 4, 5, и 8 наравне со старыми автобусными. Вместо них открывают новые два магистральных троллейбусных маршрута М8 и М9 которые являются как часть новой транспортной системы города, но в связи с жалобами жителей, живущих на проспекте Славы и улице Преображенской, маршрут М9 был разделён на М9/1 и М9/4.

Карта маршрутов Белгородского троллейбуса в 2022 с указанием закрытых линий

18 июня 2021 года мэр Юрий Галдун объявил, что троллейбус исчезнет с улиц города примерно в 2022 году и будет заменен на автобусы или электробусы. В октябре 2021 года Галдун ушёл с поста мэра.  
3 июня 2022 года было официально объявлено о закрытии троллейбусного сообщения 1 июля, , .  

### Акция «Троллейбус, живи»
20 сентября 2018 года мэр Белгорода Константин Полежаев заявил, что от электротранспорта в Белгороде пора избавляться. Это заявление вызвало протест со стороны жителей города. После чего началась подготовка к акции «Троллейбус, живи!» 28 октября 2018 года — в День автомобилиста и работников электротранспорта.
Акция прошла с 12.30 до 15.00 у Центра народного творчества, на площадке у дома творчества вблизи пересечения улиц Корочанской и Волчанской. Организатором акции выступает Дмитрий Рудов — координатор Народного жилищного движения «Совет собственников многоквартирных домов Белгородской области», призвавший всех неравнодушных к судьбе экологичного и экономного транспорта выйти на акцию с протестом.
Цель акции были: привлечение внимание к проблемам электротранспорта и поиск путей их решения.
Требования организаторов к региональным властям:
1. Восстановить контактную сеть и троллейбусное сообщение с пос. Майский.
2. Оборудовать участок контактной сети для троллейбуса на ул. Красноармейской и убрать автобусы маршрута 102, заменив их троллейбусами 102.
3. Восстановить маршрут № 151(бывший 15 через харьковскую гору) и добавить маршрут (102 напрямую до центра (завода «Энергомаш») через ул. Красноармейскую).
4. Привлечь к ответственности чиновников демонтировавших контактную сеть от Белгорода до пос. Майский Белгородского района.
5. Руки прочь от электротранспорта Белгорода — самого экологически чистого транспорта в Белгороде
6. Пересадить чиновников с Лэнд Крузеров на троллейбусы, выдавать в качестве премии всем чиновникам по 44 билета в месяц для поездок на работу и с работы на троллейбусах, вместо служебных автомобилей.
7. Продлить троллейбусные маршруты до пос. Северного, пос. Разумного, пос. Дубового, пос. Таврово, на Крейду.
8. Открыть движение троллейбусов по улицам Будённого, Есенина, бульвару Юности,
9. Сделать льготный проезд для школьников, студентов и пенсионеров,
10. Сделать бесплатный проезд для ветеранов, инвалидов и многодетных матерей,
11. Ввести месячные абонементы для граждан.
12. Разработать долгосрочную программу по развитию электротранспорта в г. Белгороде.
13. Создать общественный совет по развитию и оптимизации троллейбусной сети и решению проблем с электротранспортом.
14. Погасить задолженность по заработной плате работникам троллейбусного парка МУП '«ГПТ».
15. Убрать автобусы с маршрутов где проходит контактная сеть троллейбусов.
16. Закупить новые троллейбусы с автономным ходом.

По словам Дмитрия Рудова, на митинг были приглашены как представители муниципального транспортного предприятия, так и представители городской администрации, но ни те, ни другие акцию не посетили.
По состоянию на январь 2019 года проводились работы по обследованию состояния контактной сети и тяговых подстанций. После завершения работ планировался всесторонний анализ и принятие решения о целесообразности их восстановления или демонтажа.
1 июля 2022 года троллейбусное движение было закрыто. В ноябре 2022 года троллейбусное депо выставлено на продажу, однако его продажа затрудняется уголовным делом. 
В июне 2023 года воронежской транспортной компанией "Воронежпассажиртранс" были выкуплены и в последующее время переданы в Воронеж троллейбусы "Витовт"
Существуют планы постройки на месте троллейбусного депо поликлиники.

## Анонсировавшиеся планы развития сети
Первоначально были официальные «предвыборные» планы развития сети:
- Посёлок Северный
- Посёлок Дубовое
- Посёлок Разумное
- Стрелецкое сельское поселение
- Улица Красноармейская (короткий путь в обход Харьковской горы)
- Проспект Ватутина
- Район Старый город
- Район КАЦИ (Гриневка)

Однако позже от них отказались, несмотря на то, что именно такие планы развития Белгородского троллейбуса одобряет население.
В качестве решения проблемы высоких издержек эксплуатации троллейбусной сети предлагается:
- Разделение троллейбусных и автобусных маршрутов
- Строительство перехватывающих парковок
- Использование электробусов с динамической подзарядкой во время движения через штанги, как у традиционного троллейбуса

## Организация движения
- Троллейбусный маршрут № 2 закрыт.
- Трасса троллейбусного маршрута № 1 на большом участке совпадала с автобусом № 130.
- Трасса троллейбусного маршрута № 4 на большом участке совпадала с автобусом № 28(4).
- Трасса троллейбусного маршрута № 5 на большом участке совпадала с автобусом № 12(5).
- Трасса троллейбусного маршрута № 8 на большом участке совпадала с автобусом 127(7), маршрут отличался лишь по улицам Костюкова, Королева, Губкина (там они делали круг в разных направлениях).

## Подвижной состав
Первыми в эксплуатацию поступили троллейбусы ЗиУ-5. Ближе к 1980 году парк стал обновляться машинами семейства ЗиУ-9.
В 2002 и 2005 годах в транспортный парк Белгорода поступило несколько десятков новых троллейбусов. В 2010 году были закуплены тридцать новых троллейбусов «Тролза».
В 2013 году было закуплено 20 троллейбусов «Витовт».

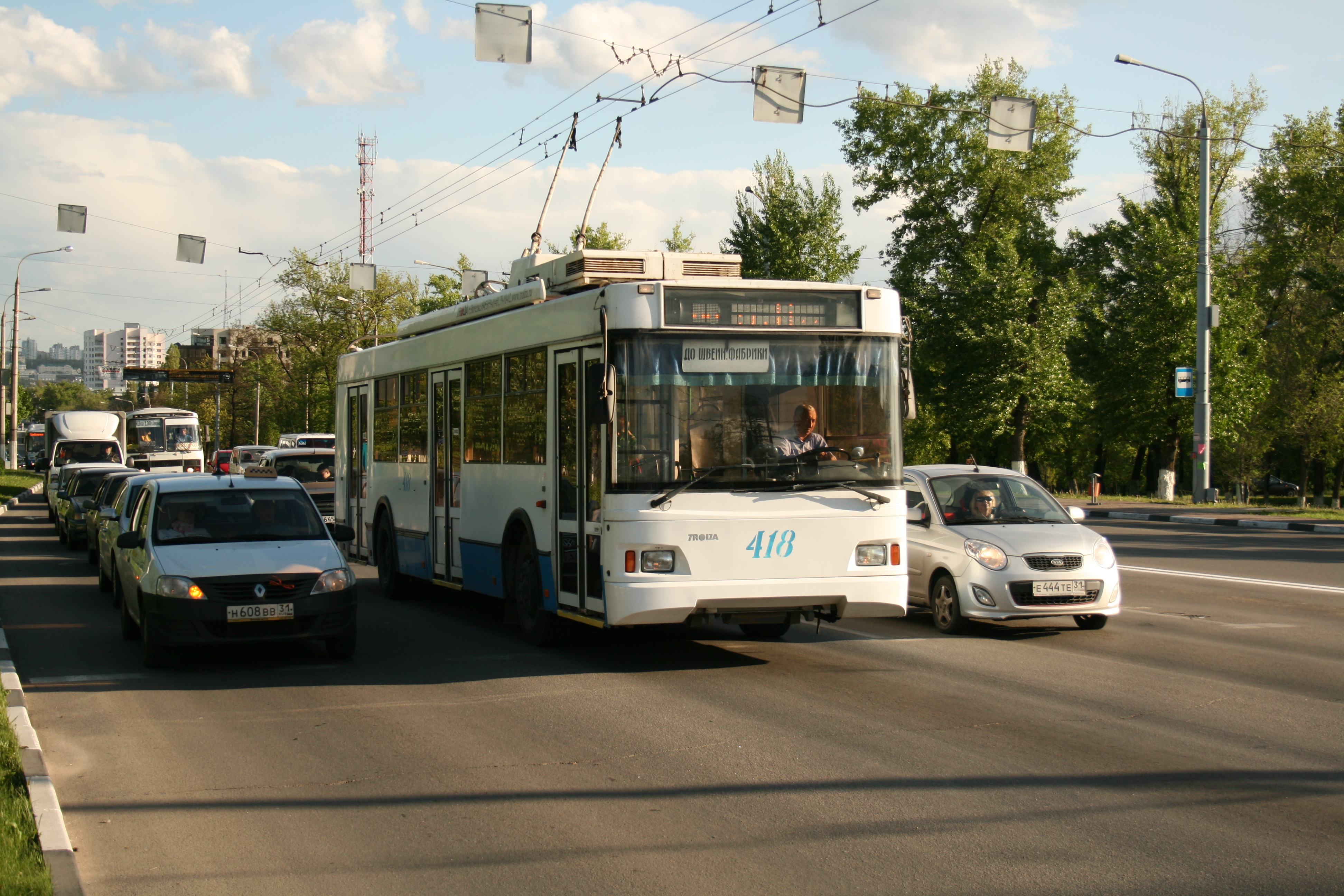
Троллейбус модели Тролза-5275 "Оптима" на маршруте.

В Белгороде на момент закрытия движения эксплуатировались троллейбусы следующих моделей:
- ЗиУ-682 (2002—2005 года выпуска)
- Тролза-5275.07 «Оптима»
- БКМ-420030 «Витовт»

По состоянию на январь 2019 год в Белгороде имелось 69 троллейбусов.